# NGC 7439
NGC 7439 is een lensvormig sterrenstelsel in het sterrenbeeld Pegasus. Het hemelobject werd op 9 september 1863 ontdekt door de Duitse astronoom Albert Marth.

## Synoniemen
- UGC 12273
- MCG 5-54-21
- ZWG 496.27
- NPM1G +28.0471
- PGC 70134